# Orthilia secunda
Orthilia es un pequeño género monotípico con una única  especie: Orthilia secunda.  Son hierbas pertenecientes a la familia Ericaceae. Se distribuye por el hemisferio norte, en Asia, Europa y Norteamérica.

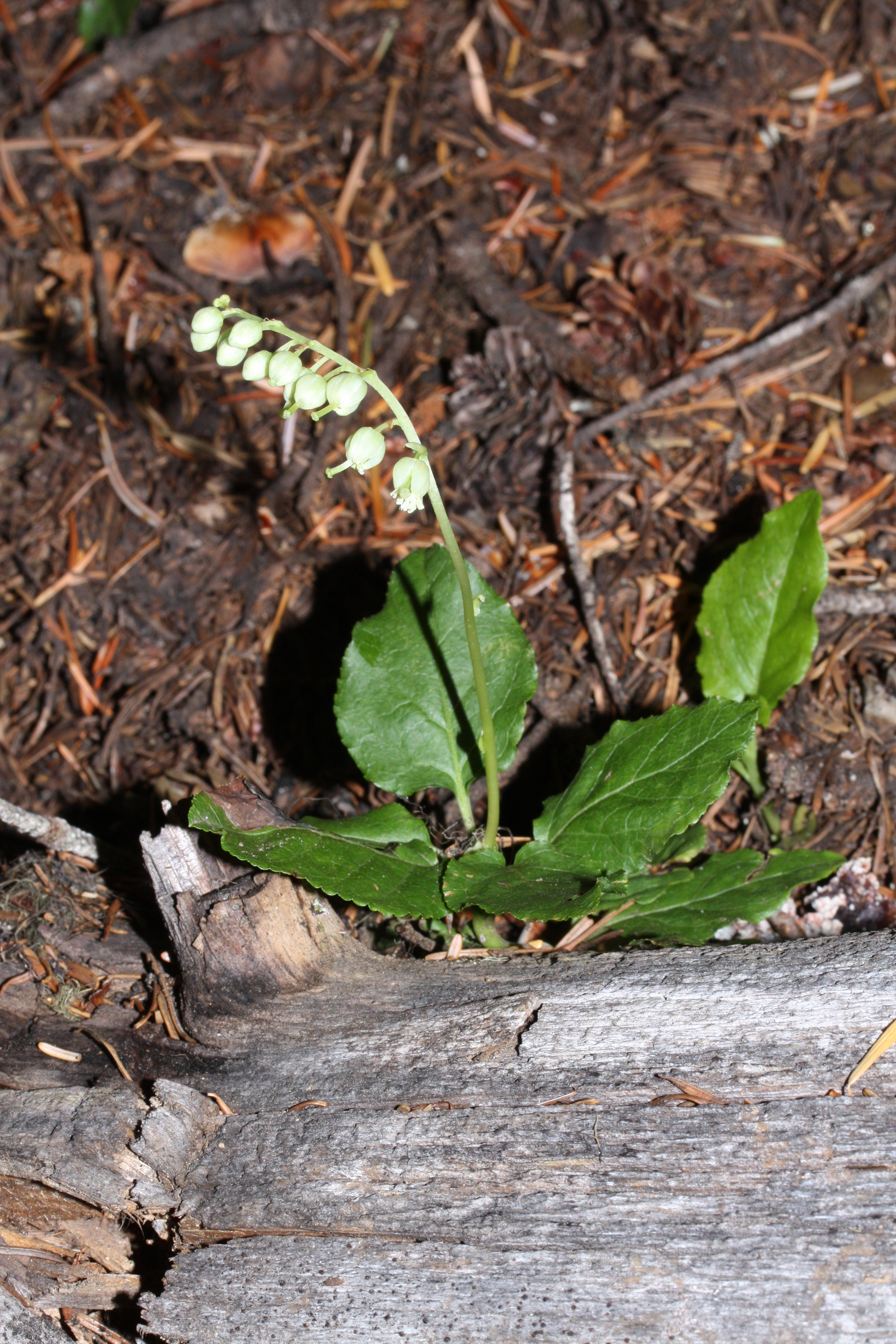
En su hábitat

## Descripción
Se distingue por su inflorescencia espigada unilateral de flores blancoverdosas, cada una de 5-6 mm de diámetro, con un estilo mucho más largo, recto y saliente. Perenne con tallo de hasta 25 cm, de hojas ovadas a ampliamente elípticas puntiagudas, verde claro, en una roseta basal procedente de una corta cepa rastrera; hojas caulinares lanceoladas, numerosas. Florece en verano.

## Hábitat
Son hierbas que crecen en bosques de abetos y de pinos en barrancos húmedos y lugares umbríos. Las inflorescencias se producen en racimos laterales que lo diferencian del género Pyrola.

## Distribución
Gran parte de Europa, excepto en Portugal, Holanda y Turquía. Introducida en Bélgica.

## Taxonomía
Orthilia secunda fue descrita en 1921 por Homer Doliver House, basado en un basónimo de Carlos Linneo, en American Midland Naturalist 7(4–5): 134.

### Etimología
Orthilia: nombre genérico derivado del griego que significa "flanco recto"; en referencia a la inflorescencia unilateral
secunda: epíteto latino que significa "unilateral" o "de un solo lado"; en referencia a que las flores se forman todas de un solo costado del escapo

### Sinonimia
- Actinocyclus secundus var. elatior Lange
- Orthilia elatior (Lange) House
- Orthilia parvifolia Raf.
- Pyrola elatior (Lange) Lundell
- Pyrola secunda L.
- Pyrola secunda var. vulgaris Turcz.
- Ramischia secunda var. elatior (Lange) Andres[8]

## Nombres comunes
- Castellano: Peralito[9]